# Partido da Grande Roménia
O Partido da Grande Roménia (em romeno: Partidul România Mare, PRM) é um partido político da Roménia.
O partido foi fundado em 1991, por Corneliu Vadim Tudor e, chegou, inclusivamente, a participar num governo de coligação, entre 1993 a 1995. Seu fundador, Tudor, liderou o partido até sua morte em setembro de 2015.
O PRM é um partido de extrema-direita, defendendo o nacionalismo romeno, a expansão da Roménia para as suas "fronteiras naturais" e, preservando os valores seguidos pela Igreja Ortodoxa. Além disto, o partido destaca-se por defender, sem reservas, o regime comunista de Nicolae Ceausescu, ditador romeno entre 1965 a 1989.
O partido é atualmente liderada por Victor Iovici.

## Resultados eleitorais

### Eleições presidenciais
| Data | Candidato apoiado        | 1ª Volta                 | 1ª Volta                 | 2ª Volta                 | 2ª Volta                 |
| Data | Candidato apoiado        | Votos                    | %                        | Votos                    | %                        |
| ---- | ------------------------ | ------------------------ | ------------------------ | ------------------------ | ------------------------ |
| 1992 | Nenhum candidato apoiado | Nenhum candidato apoiado | Nenhum candidato apoiado | Nenhum candidato apoiado | Nenhum candidato apoiado |
| 1996 | Corneliu Vadim Tudor     | 597 508                  | 4,7 (5.º)                |                          |                          |
| 2000 | Corneliu Vadim Tudor     | 3 178 293                | 28,3 (2.º)               | 3 324 247                | 33,2 (2.º)               |
| 2004 | Corneliu Vadim Tudor     | 1 313 714                | 12,6 (3.º)               |                          |                          |
| 2009 | Corneliu Vadim Tudor     | 540 380                  | 5,6 (4.º)                |                          |                          |
| 2014 | Corneliu Vadim Tudor     | 349 416                  | 3,7 (7.º)                |                          |                          |

### Eleições legislativas

#### Câmara dos Deputados
| Data | CI. | Votos     | %            | +/-  | Deputados | +/-     | Status            |
| ---- | --- | --------- | ------------ | ---- | --------- | ------- | ----------------- |
| 1992 | 6.º | 424 061   | 3,9 / 100,0  |      | 16 / 341  |         | Governo           |
| 1996 | 5.º | 545 430   | 4,5 / 100,0  | 0,6  | 19 / 343  | 3       | Oposição          |
| 2000 | 2.º | 2 112 027 | 19,5 / 100,0 | 15,0 | 84 / 345  | 65      | Oposição          |
| 2004 | 3.º | 1 316 751 | 12,9 / 100,0 | 6,6  | 48 / 332  | 36      | Oposição          |
| 2008 | 5.º | 217 595   | 3,2 / 100,0  | 9,6  | 0 / 334   | 48      | Extra-parlamentar |
| 2012 | 5.º | 92 382    | 1,3 / 100,0  | 1,9  | 0 / 412   | Estável | Extra-parlamentar |
| 2016 | 8.º | 73 264    | 1,0 / 100,0  | 0,3  | 0 / 329   | Estável | Extra-parlamentar |

#### Senado
| Data | Votos     | %          | +/-  | Deputados | +/-     | Status            |
| ---- | --------- | ---------- | ---- | --------- | ------- | ----------------- |
| 1992 | 422 545   | 3,9 (6.º)  |      | 6 / 143   |         | Governo           |
| 1996 | 558 026   | 4,5 (5.º)  | 0,6  | 8 / 143   | 2       | Oposição          |
| 2000 | 2 288 483 | 21,0 (2.º) | 16,5 | 37 / 140  | 29      | Oposição          |
| 2004 | 1 394 698 | 13,6 (3.º) | 7,4  | 21 / 137  | 16      | Oposição          |
| 2008 | 245 930   | 3,6 (5.º)  | 10,0 | 0 / 137   | 21      | Extra-parlamentar |
| 2012 | 109 142   | 1,5 (5.º)  | 2,1  | 0 / 176   | Estável | Extra-parlamentar |
| 2016 | 83 568    | 1,2 (8.º)  | 0,3  | 0 / 136   | Estável | Extra-parlamentar |

### Eleições europeias
| Data | Votos   | %         | +/- | Deputados | +/- |
| ---- | ------- | --------- | --- | --------- | --- |
| 2007 | 212 596 | 4,2 (7.º) |     | 0 / 35    |     |
| 2009 | 419 094 | 8,7 (5.º) | 4,5 | 3 / 33    | 3   |
| 2014 | 150 484 | 2,7 (8.º) | 6,0 | 0 / 32    | 3   |